# NGC 7631
NGC 7631 في الفهرس العام الجديد، هي مجرة، تقع في كوكبة الفرس الأعظم. اكتشفت في 30 أغسطس 1851 بواسطة ويليام بارسونز.

## روابط خارجية
- NGC 7631 على موقع ويكي سكاي: DSS2, SDSS, GALEX, IRAS, Hydrogen α, X-Ray, Astrophoto, Sky Map, Articles and images